# Осмийтривольфрам
Осмийтривольфрам — бинарное неорганическое соединение
осмия и вольфрама
с формулой OsW3,
кристаллы.

## Получение
- Сплавление стехиометрических количеств чистых веществ:

{\displaystyle {\mathsf {Os+3W\ {\xrightarrow {2945^{o}C}}\ OsW_{3}}}}

## Физические свойства
Осмийтривольфрам образует кристаллы
тетрагональной сингонии,
пространственная группа P 42/mnm,
параметры ячейки a = 0,9686 нм, c = 0,5012 нм, Z = 8,
структура типа урана β-U
.
Соединение образуется по перитектической реакции при температуре 2945°C и имеет большую область гомогенности 64÷79 ат.% вольфрама.